# Liste der FFH-Gebiete in Mittelfranken
Die Liste der FFH-Gebiete in Mittelfranken bindet folgende Listen der FFH-Gebiete in mittelfränkischen Landkreisen und Städten aus dem Artikelnamensraum ein:
- Liste der FFH-Gebiete in der Stadt Ansbach
- Liste der FFH-Gebiete im Landkreis Ansbach
- Liste der FFH-Gebiete im Landkreis Erlangen-Höchstadt
- Liste der FFH-Gebiete in der Stadt Fürth
- Liste der FFH-Gebiete im Landkreis Fürth
- Liste der FFH-Gebiete im Landkreis Neustadt an der Aisch-Bad Windsheim
- Liste der FFH-Gebiete in der Stadt Nürnberg
- Liste der FFH-Gebiete im Landkreis Nürnberger Land
- Liste der FFH-Gebiete im Landkreis Roth
- Liste der FFH-Gebiete in der Stadt Schwabach
- Liste der FFH-Gebiete im Landkreis Weißenburg-Gunzenhausen

Die Auswahl entspricht dem Regierungsbezirk Mittelfranken. Im Regierungsbezirk gibt es 65 FFH-Gebiete (Stand März 2016)
| Hofgarten in Ansbach                                              | BW | 6629-302 WDPA: 555521641 | Ansbach                                                                                   | | ⊙ | 13,00    |  |
| Naturschutzgebiet 'Scheerweihergebiet bei Schalkhausen'           |    | 6629-301 WDPA: 555521640 | Ansbach                                                                                   | | ⊙ | 53,00    |  |
| Endseer Berg                                                      |    | 6527-371 WDPA: 555521585 | Landkreis Ansbach                                                                         | | ⊙ | 125,74   |  |
| Feuchtgebiete im südlichen Mittelfränkischen Becken               | BW | 6829-371 WDPA: 555521719 | Landkreis Ansbach                                                                         | | ⊙ | 45,94    |  |
| Gewässerverbund Schwäbische und Fränkische Rezat                  | BW | 6832-371 WDPA: 555521722 | Landkreis Weißenburg-Gunzenhausen, Landkreis Ansbach, Ansbach                             | | ⊙ | 1.093,90 |  |
| Hesselberg                                                        |    | 6929-371 WDPA: 555521755 | Landkreis Weißenburg-Gunzenhausen                                                         | | ⊙ | 282,03   |  |
| Hutungen am Rother Berg und um Lehrberg                           | BW | 6628-371 WDPA: 555521637 | Landkreis Weißenburg-Gunzenhausen                                                         | | ⊙ | 182,48   |  |
| Hutungen der Frankenhöhe                                          | BW | 6627-301 WDPA: 555521635 | Landkreis Weißenburg-Gunzenhausen                                                         | | ⊙ | 78,00    |  |
| Kammmolch-Habitate um Eichelberg und Fichtholz bei Colmberg       | BW | 6628-372 WDPA: 555521638 | Landkreis Weißenburg-Gunzenhausen                                                         | | ⊙ | 562,01   |  |
| Klosterberg und Gailnauer Berg                                    | BW | 6727-371 WDPA: 555521689 | Landkreis Weißenburg-Gunzenhausen                                                         | | ⊙ | 375,11   |  |
| Naturwaldreservate der Frankenhöhe                                | BW | 6527-372 WDPA: 555521586 | Landkreis Neustadt an der Aisch-Bad Windsheim                                             | | ⊙ | 243,91   |  |
| Obere Altmühl mit Brunst-Schwaigau und Wiesmet                    | BW | 6830-371 WDPA: 555521720 | Landkreis Weißenburg-Gunzenhausen, Landkreis Ansbach                                      | | ⊙ | 4.507,98 |  |
| Sonnensee und Birkenfelser Forst                                  | BW | 6629-371 WDPA: 555521642 | Landkreis Ansbach                                                                         | | ⊙ | 174,44   |  |
| Taubertal nördlich Rothenburg und Steinbachtal                    |    | 6627-371 WDPA: 555521636 | Landkreis Ansbach                                                                         | | ⊙ | 1.061,70 |  |
| Tierweiher bei Hinterholz und Weiher am Aubühl                    | BW | 6628-373 WDPA: 555521639 | Landkreis Ansbach                                                                         | | ⊙ | 12,30    |  |
| Wörnitztal                                                        |    | 7029-371 WDPA: 555521786 | Landkreis Ansbach                                                                         | | ⊙ | 3.893,33 |  |
| Aurach zwischen Emskirchen und Herzogenaurach                     | BW | 6430-371 WDPA: 555521541 | Landkreis Neustadt an der Aisch-Bad Windsheim, Landkreis Erlangen-Höchstadt               | | ⊙ | 199,08   |  |
| Hirschkäfervorkommen bei Kleinseebach                             |    | 6332-373 WDPA: 555521471 | Landkreis Erlangen-Höchstadt                                                              | | ⊙ | 0,89     |  |
| Irrhain                                                           |    | 6432-371 WDPA: 555521543 | Landkreis Erlangen-Höchstadt                                                              | | ⊙ | 111,82   |  |
| Markwald bei Baiersdorf                                           |    | 6332-371 WDPA: 555537764 | Landkreis Erlangen-Höchstadt, Landkreis Forchheim                                         | | ⊙ | 308,09   |  |
| Naturschutzgebiet 'Wildnis am Rathsberg'                          |    | 6332-302 WDPA: 555521468 | Landkreis Erlangen-Höchstadt                                                              | | ⊙ | 25,00    |  |
| Sandheiden im mittelfränkischen Becken                            |    | 6432-301 WDPA: 555521542 | Landkreis Erlangen-Höchstadt, Landkreis Fürth                                             | | ⊙ | 1.168,00 |  |
| Teiche und Feuchtflächen im Aischgrund, Weihergebiet bei Mohrhof  |    | 6331-371 WDPA: 555521466 | Landkreis Erlangen-Höchstadt                                                              | | ⊙ | 422,44   |  |
| Fürther und Zirndorfer Stadtwald                                  |    | 6531-301 WDPA: 555521589 | Fürth, Landkreis Fürth                                                                    | | ⊙ | 828,00   |  |
| Bibert und Haselbach                                              |    | 6630-301 WDPA: 555521643 | Landkreis Ansbach, Landkreis Fürth                                                        | | ⊙ | 240,00   |  |
| Weiherkette nördlich Weinzierlein                                 |    | 6531-371 WDPA: 555521590 | Landkreis Fürth                                                                           | | ⊙ | 5,26     |  |
| Zenn von Stöckach bis zur Mündung                                 | BW | 6530-371 WDPA: 555521588 | Landkreis Neustadt an der Aisch-Bad Windsheim, Landkreis Fürth, Fürth                     | | ⊙ | 609,31   |  |
| Fledermauswinterquartiere des Steigerwalds und der Frankenhöhe    | BW | 6427-371 WDPA: 555521537 | Landkreis Ansbach, Landkreis Neustadt an der Aisch-Bad Windsheim, Landkreis Kitzingen     | | ⊙ | 4,74     |  |
| Gipshügel bei Külsheim und Wüstphül                               |    | 6428-371 WDPA: 555521540 | Landkreis Neustadt an der Aisch-Bad Windsheim                                             | | ⊙ | 61,09    |  |
| Mausohrkolonien in Steigerwald, Frankenhöhe und Windsheimer Bucht | BW | 6428-302 WDPA: 555521539 | Landkreis Ansbach, Landkreis Neustadt an der Aisch-Bad Windsheim                          | | ⊙ | 0,00     |  |
| Moorweiher im Aischgrund und in der Grethelmark                   | BW | 6330-371 WDPA: 555521465 | Landkreis Neustadt an der Aisch-Bad Windsheim, Landkreis Erlangen-Höchstadt               | | ⊙ | 215,11   |  |
| Naturwaldreservate der Frankenhöhe                                | BW | 6527-372 WDPA: 555521586 | Landkreis Neustadt an der Aisch-Bad Windsheim, Landkreis Ansbach                          | | ⊙ | 243,91   |  |
| Schwadengraben                                                    | BW | 6428-301 WDPA: 555521538 | Landkreis Neustadt an der Aisch-Bad Windsheim                                             | | ⊙ | 6,00     |  |
| Vorderer Steigerwald mit Schwanberg                               |    | 6327-371 WDPA: 555521463 | Landkreis Neustadt an der Aisch-Bad Windsheim, Landkreis Kitzingen                        | | ⊙ | 8.350,89 |  |
| Kornberge bei Worzeldorf                                          |    | 6632-372 WDPA: 555521645 | Nürnberg, Landkreis Roth                                                                  | | ⊙ | 137,88   |  |
| Rednitztal in Nürnberg                                            |    | 6632-371 WDPA: 555521644 | Nürnberg, Schwabach                                                                       | | ⊙ | 337,76   |  |
| Rodungsinseln im Reichswald                                       |    | 6533-371 WDPA: 555521593 | Nürnberg                                                                                  | Artenreiches, größtenteils mageres Grünland auf Sandsteinkeuper. | ⊙ | 43,47    |  |
| Tiergarten Nürnberg mit Schmausenbuck                             |    | 6532-372 WDPA: 555521592 | Landkreis Nürnberger Land, Nürnberg                                                       | | ⊙ | 613,20   |  |
| Wasserwerk Erlenstegen                                            |    | 6532-371 WDPA: 555521591 | Nürnberg                                                                                  | | ⊙ | 213,33   |  |
| Bachtäler der Hersbrucker Alb                                     |    | 6534-371 WDPA: 555521594 | Landkreis Nürnberger Land                                                                 | Flyer: Bachtäler der Hersbrucker Alb | ⊙ | 698,33   |  |
| Dolomitkuppenalb                                                  |    | 6335-306 WDPA: 555521477 | Landkreis Nürnberger Land                                                                 | Flyer:Dolomitkuppenalb | ⊙ | 2.195,00 |  |
| Feuchtgebiete im Pegnitztal bei Reichenschwand                    | BW | 6434-371 WDPA: 555521546 | Landkreis Nürnberger Land                                                                 | | ⊙ | 37,87    |  |
| Höhlen der nördlichen Frankenalb                                  |    | 6335-305 WDPA: 555521476 | Landkreis Nürnberger Land, Landkreis Bayreuth                                             | Winterquartiere des Großen Mausohrs und anderer Fledermausarten in natürlichen Karsthöhlen. | ⊙ | 0,01     |  |
| NSG 'Schwarzach-Durchbruch' und Rhätschluchten bei Burgthann      |    | 6633-371 WDPA: 555521646 | Landkreis Nürnberger Land                                                                 | In den Sandsteinkeuper bzw. Schwarzen Jura tief eingeschnittene klammartige Täler der Schwarzach und ihrer Nebenbäche mit hohem Waldanteil. Flyer: NSG 'Schwarzach-Durchbruch' und Rhätschluchten bei Burgthann | ⊙ | 147,12   |  |
| Östlicher Vogelherd im Veldensteiner Forst                        |    | 6335-372 WDPA: 555521479 | Landkreis Nürnberger Land, Landkreis Bayreuth                                             | | ⊙ | 248,52   |  |
| Pegnitz zwischen Michelfeld und Hersbruck                         |    | 6335-371 WDPA: 555521478 | Landkreis Nürnberger Land, Landkreis Amberg-Sulzbach, Landkreis Bayreuth                  | | ⊙ | 310,54   |  |
| Ruine Rothenberg bei Schnaittach                                  |    | 6434-302 WDPA: 555521545 | Landkreis Nürnberger Land                                                                 | | ⊙ | 3,00     |  |
| Traufhänge der Hersbrucker Alb                                    |    | 6434-301 WDPA: 555521544 | Landkreis Nürnberger Land, Landkreis Amberg-Sulzbach                                      | Flyer: Traufhänge der Hersbrucker Alb | ⊙ | 1.472,00 |  |
| Wälder im Oberpfälzer Jura                                        |    | 6535-371 WDPA: 555521595 | Landkreis Nürnberger Land, Landkreis Amberg-Sulzbach, Landkreis Neumarkt in der Oberpfalz | | ⊙ | 803,73   |  |
| Wellucker Wald nördlich Königstein                                |    | 6335-302 WDPA: 555521475 | Landkreis Nürnberger Land, Landkreis Amberg-Sulzbach                                      | | ⊙ | 899,00   |  |
| Vermoorungen südlich Allersberg und bei Seligenporten             |    | 6733-372 WDPA: 555521691 | Landkreis Roth, Landkreis Neumarkt in der Oberpfalz                                       | | ⊙ | 11,88    |  |
| Schwarzach vom Main-Donau-Kanal bis Obermässing                   | BW | 6833-372 WDPA: 555521726 | Landkreis Roth, Landkreis Neumarkt in der Oberpfalz                                       | | ⊙ | 206,46   |  |
| Burgstallwald bei Gunzenhausen                                    | BW | 6830-372 WDPA: 555521721 | Landkreis Weißenburg-Gunzenhausen                                                         | | ⊙ | 118,27   |  |
| Erlenbach bei Syburg                                              | BW | 6932-301 WDPA: 555521757 | Landkreis Weißenburg-Gunzenhausen                                                         | | ⊙ | 59,00    |  |
| Feuerlettenhänge um Dorsbrunn und Arbachtal östlich Pleinfeld     | BW | 6931-371 WDPA: 555521756 | Landkreis Weißenburg-Gunzenhausen                                                         | | ⊙ | 159,25   |  |
| Fledermauswinterquartiere in der südlichen Frankenalb             |    | 6932-371 WDPA: 555521758 | Landkreis Weißenburg-Gunzenhausen, Landkreis Eichstätt, Landkreis Neuburg-Schrobenhausen  | | ⊙ | 7,97     |  |
| Laubenbuch                                                        |    | 7032-301 WDPA: 555521789 | Landkreis Weißenburg-Gunzenhausen                                                         | | ⊙ | 20,00    |  |
| Mausohrwochenstuben in der mittleren Frankenalb                   | BW | 6833-302 WDPA: 555521724 | Landkreis Nürnberger Land, Landkreis Roth, Landkreis Weißenburg-Gunzenhausen              | | ⊙ | 0,00     |  |
| Mittleres Altmühltal mit Wellheimer Trockental und Schambachtal   |    | 7132-371 WDPA: 555521819 | Landkreis Weißenburg-Gunzenhausen, Landkreis Eichstätt, Landkreis Neuburg-Schrobenhausen  | | ⊙ | 4.204,50 |  |
| Naturschutzgebiet 'Auwald bei Westheim'                           | BW | 7029-302 WDPA: 555521785 | Landkreis Weißenburg-Gunzenhausen                                                         | | ⊙ | 50,00    |  |
| Röttenbacher Wald                                                 | BW | 6832-372 WDPA: 555521723 | Landkreis Weißenburg-Gunzenhausen                                                         | | ⊙ | 282,36   |  |
| Schambachried                                                     |    | 7031-371 WDPA: 555521787 | Landkreis Weißenburg-Gunzenhausen                                                         | | ⊙ | 11,20    |  |
| Schambachtal mit Seitentälern                                     | BW | 7031-373 WDPA: 555521788 | Landkreis Weißenburg-Gunzenhausen                                                         | | ⊙ | 207,38   |  |
| Steinbruch am Schrandelberg bei Langenaltheim                     | BW | 7131-372 WDPA: 555521818 | Landkreis Weißenburg-Gunzenhausen                                                         | | ⊙ | 13,83    |  |
| Steinbruch Langenaltheim                                          | BW | 7131-371 WDPA: 555521817 | Landkreis Weißenburg-Gunzenhausen                                                         | | ⊙ | 78,50    |  |
| Trauf der südlichen Frankenalb                                    |    | 6833-371 WDPA: 555521725 | Landkreis Roth, Landkreis Weißenburg-Gunzenhausen, Landkreis Eichstätt                    | | ⊙ | 4.324,42 |  |
| Legende für Fauna-Flora-Habitat                                   |    |                          |                                                                                           | |   |          |  |